# Società Sportiva Ponziana 1939-1940
Questa voce raccoglie le informazioni riguardanti la Società Sportiva Ponziana nelle competizioni ufficiali della stagione 1939-1940.

## Rosa
| N. |                   | Ruolo | Calciatore            |
| -- | ----------------- | ----- | --------------------- |
|    | Italia (bandiera) | P     | Alessandro Bonetti    |
|    | Italia (bandiera) | D     | Ermenegildo Capitanio |
|    | Italia (bandiera) | C     | Giorgio Colliva       |
|    | Italia (bandiera) | C     | Fausto Comar          |
|    | Italia (bandiera) | A     | Marino Covacich       |
|    | Italia (bandiera) | D     | Giorgio Dobrilla      |
|    | Italia (bandiera) | D     | Giordano Gasperini    |
|    | Italia (bandiera) | A     | Virgilio Gerin        |

| N. |                   | Ruolo | Calciatore         |
| -- | ----------------- | ----- | ------------------ |
|    | Italia (bandiera) | A     | Bruno Ghersetti    |
|    | Italia (bandiera) | D     | Rodolfo Jachsettig |
|    | Italia (bandiera) | A     | Giuseppe Macor     |
|    | Italia (bandiera) | D     | Vittorio Pagani    |
|    | Italia (bandiera) | A     | Angelo Rigutti     |
|    | Italia (bandiera) | P     | Cesare Scarpa      |
|    | Italia (bandiera) | C     | Pietro Svageli     |
|    | Italia (bandiera) | C     | Tullio Tarlao      |